# Ocotea fragrantissima
Ocotea fragrantissima är en lagerväxtart som beskrevs av Adolpho Ducke. Ocotea fragrantissima ingår i släktet Ocotea och familjen lagerväxter. Inga underarter finns listade i Catalogue of Life.